# Théâtrophone

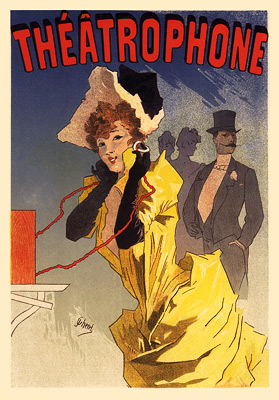
Le théâtrophone, affiche de Jules Chéret (1896).

Le théâtrophone est une utilisation spécifique de la communication téléphonique en vue d'écouter un opéra à distance ; elle fut mise au point en 1881 par Clément Ader. Le développement de la TSF y mit un terme dans les années 1930.

## Historique

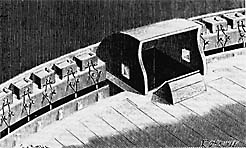
Micros à l'opéra Garnier, Scientific American, 31 décembre 1881.

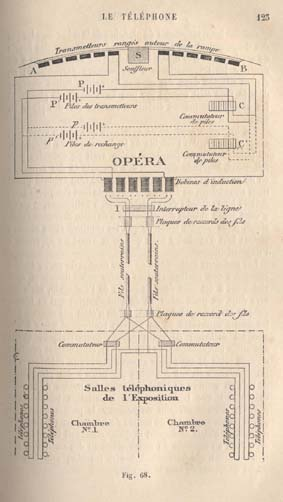
Diagramme de Clément Ader d'un théâtrophone : schéma de liaison entre l'Opéra et le Palais voisin de l'industrie pendant l'exposition internationale de l'électricité à Paris (1881).

En 1879, Clément Ader participe à la création du premier réseau téléphonique (alors privé) de Paris avec Louis Breguet, Cornélius Roosevelt, François Rodde au sein de la Compagnie des Téléphones Gower, de l'ingénieur américain Frédéric Allen Gower. Devenue la Société générale des téléphones en 1880, la société lance en 1881 le théâtrophone, sur une idée d'Ader. Des micros sont installés de chaque côté de la scène de l'opéra Garnier et permettent d’écouter l’opéra en restant chez soi. Il s'agit de microphones au carbone à simple phase, une technologie ancienne qui ne permettait pas un très bon rendu acoustique et musical. Le système sera rapidement étendu à d'autres salles de spectacle.

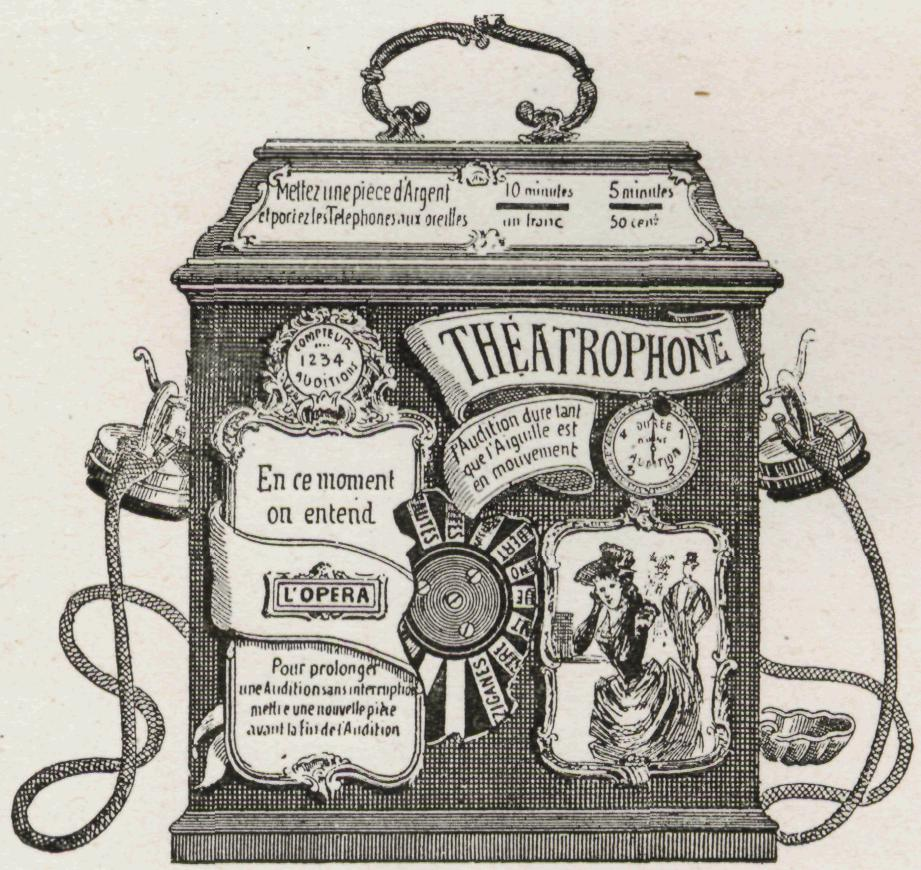
Récepteur de théâtrophone actionné à l'aide de pièces de monnaie (vers 1892).

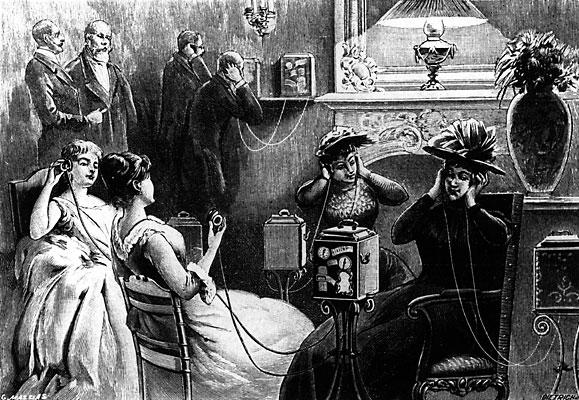
Illustration dans La Nature (1892).

Il s'agit du premier instrument de diffusion de musique en stéréo. Le Tribut de Zamora, de Charles Gounod, fut le premier opéra de l’histoire à être retransmis via des fils téléphoniques dans un autre immeuble. Au lendemain de la quinzième représentation, on pouvait lire dans Le Ménestrel du 22 mai 1881 :

« [Le téléphone] a été mis en communication avec la salle de l’Opéra, à l’heure même des représentations. Réussite complète ! On entendait parfaitement, rue Richer [dans les magasins de l’Opéra], les voix de Mmes Krauss, Dufrane, Janvier, celles de MM. Sellier, Melchissédec et Lorrain, dans Le Tribut de Zamora. »

« C'est très curieux. On se met aux oreilles deux couvre-oreilles qui correspondent avec le mur, et l'on entend la représentation de l'Opéra, on change de couvre-oreilles et l'on entend le Théâtre-Français, Coquelin, etc. On change encore et l'on entend l'Opéra-Comique. Les enfants étaient charmés et moi aussi »

— Victor Hugo, Choses vues, in Œuvres complètes, édition du Club Français du livre, tome XVI, 1970, p. 911.
Le théâtrophone est présenté à l'exposition universelle de Paris en 1889, en même temps que le phonographe d'Edison et la Tour Eiffel. 
En 1911 Marcel Proust, grand amateur de musique et féru d'opéra, s’abonne au théâtrophone, essentiellement pour écouter les opéras de Richard Wagner, qu’il adore et dit connaître par cœur (en particulier L'Anneau du Nibelung, Les Maîtres chanteurs de Nuremberg, mais surtout Tristan et Isolde et Parsifal), ce qui lui permet de suppléer aux limites techniques de la retransmission. Le 21 février 1911, il entend aussi par ce moyen Pelléas et Mélisande de Claude Debussy. 

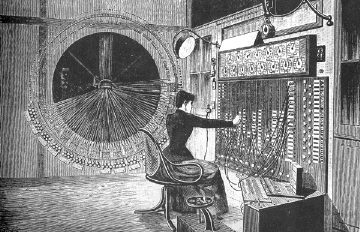
Central téléphonique de la Compagnie du théâtrophone (vers 1892).

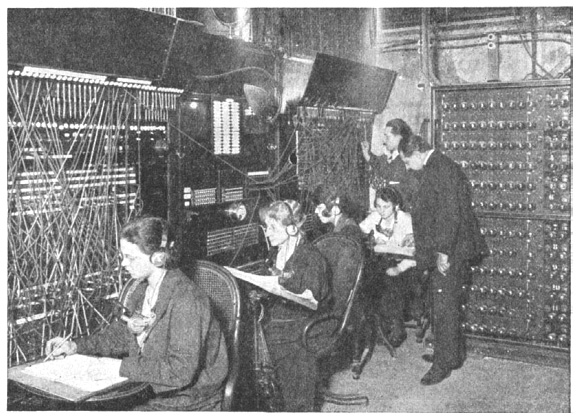
Central téléphonique de la Compagnie du théâtrophone (1925).

L'invention est commercialisée en 1889 par la Compagnie du théâtrophone. La Belgique, le Portugal et la Suède adoptent le procédé dont l'extension sera cependant freinée par le droit d'auteur : ainsi, en 1899, Giuseppe Verdi obtient d'un tribunal de Bruxelles l'interdiction que soient retransmises ses œuvres, ce qui fera date dans la jurisprudence sur les droits d'auteur. Le système fonctionnera au moins jusqu'à fin 1936. Sa réussite aura permis à Clément Ader de réunir assez d'argent pour se consacrer à l'aviation.

## Dans la littérature
- Le théâtrophone est le sujet d'une nouvelle d'Alphonse Allais : Une nouvelle application du théâtrophone, publiée dans Le Journal du 27 juillet 1893[4] et recueillie dans Rose et Vert Pomme (1894).